# Warped! La fumetteria
Warped! La fumetteria (Warped!) è una sitcom statunitense del 2022, creata da Kevin Kopelow e Heath Seifert.
La serie viene trasmessa negli Stati Uniti su Nickelodeon dal 16 gennaio 2022. In Italia viene trasmessa su MTV e su Comedy Central dal 15 aprile 2022.

## Trama
La serie segue Milo, un direttore fanatico e manager di una nota fumetteria chiamata Warped!.

## Episodi
| Stagione       | Episodi | Prima TV USA | Prima TV Italia |
| -------------- | ------- | ------------ | --------------- |
| Prima stagione | 13      | 2022         | 2022            |

## Personaggi e interpreti
- Ruby, interpretata da Kate Godfrey.
- Milo, interpretato da Anton Starkman.
- Darby, interpretata da Ariana Molkara.
- Hurley, interpretato da Christopher Martinez.

## Produzione
Il 23 ottobre 2020 è stato annunciato che Nickelodeon e CBS Studios ha ordinato un episodio pilota per una serie televisiva intitolata Warped!, creata da Kevin Kopelow e Heath Seifert. Questi ultimi, insieme a Kevin Kay, avrebbero fatto da produttori esecutivi per la serie. In seguito Nickelodeon ha ufficialmente dato il via libera a Warped! per una stagione completa.
Il 20 dicembre 2021 è stato rivelato che la serie sarebbe stata presentata in anteprima il 20 gennaio 2022; tuttavia ha iniziato la sua trasmissione il 16 gennaio 2022, etichettata come anteprima.
Il 18 agosto 2022 Nickelodeon ha confermato la cancellazione della serie.